# Illja Martschenko
Illja Wassyljowytsch Martschenko (ukrainisch Ілля́ Васи́льович Ма́рченко; englisch Illya Vasylovych Marchenko; * 8. September 1987 in Dniprodserschynsk, Ukrainische SSR, Sowjetunion) ist ein ukrainischer Tennisspieler.

## Leben und Karriere
Illja Martschenko begann im Alter von sieben Jahren Tennis zu spielen. Sein älterer Bruder Ihor Martschenko ist ein ehemaliger Eiskunstläufer, der 1998 bei den Olympischen Winterspielen in Nagano mit seiner Partnerin Evgenia Filonenko den 11. Platz belegte.
Martschenko spielte ab 2005 Future-Turniere, 2006 gewann er seinen ersten Titel bei einem solchen Turnier. Es folgten erste Siegen bei Challenger-Turnieren. Das Jahr 2007 verlief ohne große Höhepunkte, 2008 erreichte Martschenko in Buxoro erstmals das Finale eines Challenger-Turniers, in dem er dem Lokalmatador Denis Istomin in drei Sätzen unterlag. Im September 2008 spielte er erstmals für die ukrainische Davis-Cup-Mannschaft und steuerte zum 5:0-Endstand einen Sieg über João Sousa bei.
Im Januar 2009 spielte Martschenko bei den Australian Open seine erste Qualifikation für ein Grand-Slam-Turnier, er scheiterte bereits in der ersten Qualifikationsrunde. Einen Monat später konnte er sich in Marseille zum ersten Mal für ein ATP-Turnier qualifizieren, verlor jedoch in der ersten Runde gegen Mischa Zverev. Im Juli 2009 erreichte Martschenko in Pensa sein zweites Challenger-Finale und einen Monat später gewann er in Istanbul mit einem Finalsieg gegen Florian Mayer seinen ersten Titel. Dank dieser beiden Erfolge verbesserte er sich in die Top 200 der ATP-Weltrangliste. Bei den US Open kam er 2009 bis in die dritte Qualifikationsrunde, in der er Marco Chiudinelli unterlag. Im Oktober 2009 gelang ihm sein bislang größter Erfolg bei einem ATP-Turnier; in Moskau überstand er die Qualifikation und erreichte dann nach Siegen über Denis Istomin, Andrei Golubew und Jewgeni Koroljow das Halbfinale, in dem er Janko Tipsarević unterlag. Einen Monat später erreichte er in Astana ein weiteres Challenger-Finale und beendete das Jahr auf Weltranglistenposition 120.
Das Jahr 2010 begann erfolgreich. Bei den Australian Open konnte sich Martschenko für das Hauptfeld qualifizieren und besiegte in der ersten Runde den ehemaligen Weltranglistenersten Carlos Moyá, ehe er gegen den an Position 6 gesetzten Nikolai Dawydenko chancenlos ausschied. Im Februar 2010 erreichte er bei den ATP-Turnieren von Zagreb und Marseille jeweils das Viertelfinale und stieg daraufhin in die Top 100 der Weltrangliste ein. Im März 2010 konnte er in der ersten Runde des Masters-Turniers von Miami mit Paul-Henri Mathieu erstmals einen Top-50-Spieler besiegen. Nach einer Erstrundenniederlage bei den French Open erreichte Martschenko im Juni 2010 beim Rasenturnier von Eastbourne erneut ein Viertelfinale. In Wimbledon gelangte er in die zweite Runde, musste sein Match jedoch aufgrund einer Schulterverletzung gegen Gilles Simon absagen. Während der folgenden amerikanischen Hartplatzsaison stand er im August 2010 bei den Turnieren von Washington und New Haven jeweils in der dritten Runde. Bei den US Open scheiterte er bereits in Runde eins an dem an Position 11 gesetzten Marin Čilić. Nach weiteren Erstrundenniederlagen fiel Martschenko in der Weltrangliste bis auf Rang 99 zurück, konnte dann aber Ende Oktober in Sankt Petersburg zum zweiten Mal in seiner Karriere ein ATP-Halbfinale erreichen. Dieses verlor er gegen den späteren Turniersieger Michail Kukuschkin.
Anfang 2011 erreichte er in Doha die zweite Runde. Auch bei den Australian Open gelang ihm durch einen Sieg über Rubén Ramírez Hidalgo wie schon im Vorjahr der Einzug in die zweite Runde, in der er gegen den an Position 5 gesetzten späteren Finalisten Andy Murray chancenlos war. Auch beim folgenden Turnier in Zagreb schied Martschenko gegen den späteren Turniersieger Ivan Dodig in der zweiten Runde aus.

## Erfolge
| Legende (Anzahl der Siege)  |
| Grand Slam                  |
| ATP World Tour Finals       |
| ATP World Tour Masters 1000 |
| ATP World Tour 500          |
| ATP World Tour 250          |
| ATP Challenger Tour (13)    |

### Einzel

#### Turniersiege
| Nr. | Datum              | Turnier        | Belag         | Finalgegner     | Ergebnis       |
| --- | ------------------ | -------------- | ------------- | --------------- | -------------- |
| 1.  | 16. August 2009    | Istanbul       | Hartplatz     | Florian Mayer   | 6:4, 6:4       |
| 2.  | 22. Juli 2012      | Pensa          | Hartplatz     | Jewgeni Donskoi | 7:5, 6:3       |
| 3.  | 16. November 2014  | Brescia        | Hartplatz (i) | Farrux Doʻstov  | 6:4, 5:7, 6:2  |
| 4.  | 11. Oktober 2015   | Mons           | Hartplatz (i) | Benjamin Becker | 6:2, 6:78, 6:4 |
| 5.  | 24. Juli 2016      | Recanati       | Hartplatz     | Ilja Iwaschka   | 6:4, 6:4       |
| 6.  | 24. September 2017 | Izmir          | Hartplatz     | Stéphane Robert | 7:62, 6:0      |
| 7.  | 6. Oktober 2019    | Nur-Sultan III | Hartplatz (i) | Yannick Maden   | 4:6, 6:4, 6:3  |
| 8.  | 14. Februar 2021   | Biella         | Hartplatz (i) | Andy Murray     | 6:2, 6:4       |
| 9.  | 29. Juli 2023      | Salinas        | Hartplatz     | Matija Pecotić  | 6:4, 6:4       |
| 10. | 22. Oktober 2023   | Hamburg        | Hartplatz (i) | Dennis Novak    | 6:2, 6:3       |

### Doppel

#### Turniersiege
| Nr. | Datum              | Turnier        | Belag         | Partner              | Finalgegner                     | Ergebnis  |
| --- | ------------------ | -------------- | ------------- | -------------------- | ------------------------------- | --------- |
| 1.  | 29. September 2013 | Orléans        | Hartplatz (i) | Serhij Stachowskyj   | Ričardas Berankis Franko Škugor | 7:5, 6:3  |
| 2.  | 16. November 2014  | Brescia        | Hartplatz (i) | Denys Moltschanow    | Roman Jebavý Błażej Koniusz     | 7:64, 6:3 |
| 3.  | 5. Oktober 2019    | Nur-Sultan III | Hartplatz     | Harri Heliövaara (i) | Karol Drzewiecki Szymon Walków  | 6:4, 6:4  |